# Langewiesen

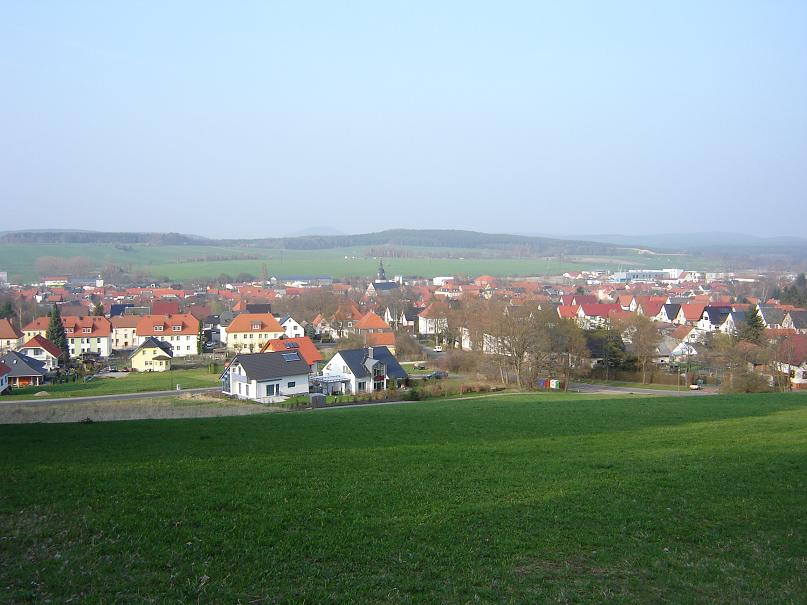
Blick auf Langewiesen vom Knieberg

Langewiesen ist ein Ortsteil der Stadt Ilmenau im Ilm-Kreis in Thüringen. Der Ort liegt im Tal der Ilm am Nordostrand des Thüringer Waldes, etwa zwei Kilometer östlich von Ilmenau, der größten Stadt im Kreis.
Langewiesen ist einer der ältesten Orte der Umgebung und erhielt im Jahr 1855 gemeinsam mit Gehren und Großbreitenbach das Stadtrecht. War der Ort über die Jahrhunderte relativ klein geblieben, setzte ab 1880 die Industrialisierung verstärkt ein und Langewiesen entwickelte sich zu einer kleinen Industriestadt mit zahlreichen Manufakturen und kleinen Fabriken (vor allem in der Holz-, Glas- und Porzellanindustrie). Seit der politischen Wende im Jahr 1990 erlebte Langewiesen einen Aufschwung mit zwischenzeitlichem Bevölkerungswachstum (Suburbanisierung) und der Anlage großzügiger neuer Gewerbeflächen. Langewiesen profitiert hierbei vor allem von der Nähe zu Ilmenau und dessen Technischer Universität, deren Campus direkt an der Stadtgrenze liegt. Seit 1994 gehört auch das südwestlich gelegene Dorf Oehrenstock zu Langewiesen. Im lokalen Dialekt wird Langewiesen Krabsch genannt, gleichzeitig ist der „Krabsch“ in Darstellung eines Raben auch eine Art Ortsmaskottchen und Namenspatron der örtlichen Kindertagesstätte.

## Geografie
Langewiesen liegt im Tal der Ilm am Nordrand des Thüringer Waldes. Das Gebiet nördlich des Ortes zählt zum Paulinzellaer Buntsandstein-Hügelland. Im südlichen Gebirge dominiert Porphyr das geologische Bild. Die Stadt liegt in West-Ost-Richtung langgestreckt im Tal in etwa 450 Metern Höhe.
Die Hügel nördlich reichen bis knapp über 500 Meter Höhe und im Süden ist der 808 Meter hohe Hundsrück nahe dem Dreiherrenstein der höchste Punkt der Stadtgemarkung. Weitere nennenswerte Berge sind der Pferdeberg (805 Meter) und der Kienberg (774 Meter) beim Ortsteil Oehrenstock im Südwesten. Direkt am Stadtrand liegen der Tragberg (534 Meter), der Rote Stein, der Kirchberg, der Knieberg (508 Meter) und der Große Tragberg (588 Meter). Am Oberweg im Westen der Stadt befindet sich der Burgstein, ein etwa zehn Meter hoher Quarzporphyr-Felsen.
Neben der Ilm sind die Schorte, die die westliche Grenze zum Ilmenauer Stadtgebiet bildet, und die Schobse, die als östliche Grenze zum Gehrener Stadtgebiet verläuft, die wichtigsten Flüsse. Die Lohme durchfließt die östliche Stadtgemarkung, die Oehre den Ortsteil Oehrenstock und der Rittersbach mündet im Stadtzentrum in die Ilm. Dort befindet sich auch ein Mühlgraben. Östlich von Langewiesen liegen die Herrenteiche als größte Wasserfläche der Stadt, während sich im Nordwesten die kleineren Burkersteiche befinden. Westlich von Langewiesen liegt der Ilm-Auwald.
Die Langewiesener Gemarkung ist zu großen Teilen bewaldet. Während im Süden Fichtenhochwald dominiert, gibt es im Norden auch Mischwald und mit Kiefern durchsetzten Fichtenwald.

## Geschichte

### Mittelalter
932 tauchte erstmals die Bezeichnung Langwizza auf, die sich damals auf den Längwitzgau bezog. Dieser erstreckte sich entlang der Ilm vom Thüringer Wald bis in die Gegend um Kranichfeld. Am 25. Juli 1198 wurde auch der Ort Longewissen zum ersten Mal erwähnt. 1204 besetzten böhmische Truppen unter König Ottokar I. den Längwitzgau im Rahmen der Thronstreitigkeiten in Thüringen. Auch Langewiesen wurde in diesem Zusammenhang verwüstet. Der Ort gehörte zu dieser Zeit zu den Erfurter Besitzungen des Erzbistums Mainz, das die Grafen von Schwarzburg damit belehnte. Später ging Langewiesen ins Eigentum Schwarzburgs über, bei dem es mit Unterbrechungen bis 1918 blieb. So ist aus dem Jahr 1408 ein Verkauf mit Wiederkaufsrecht von Schwarzburg an Witzleben überliefert. Im selben Jahr vernichtete ein Stadtbrand unter anderem die Kirche. 1421 gehörte das Dorf der Linie Schwarzburg-Leutenberg und wurde von dieser an Heinrich XXIV. von Schwarzburg-Arnstadt verkauft. Dabei blieb es bis 1918.

### Frühe Neuzeit
1489 wurde Langewiesen erstmals als Flecken bezeichnet und 1503 erhielt der Ort auch die Statuten eines Stadtfleckens, sodass der Rat über einige Rechte verfügte, allerdings in geringerem Umfang als bei einer Stadt. Damit einher ging die Einrichtung verschiedener Institutionen, wie der Schule (1533), einer Pfarrstelle (1536) und des Brandschutzes (1611). Am Bauernkrieg nahmen auch Bauern aus Langewiesen teil, die sich beim Ort mit denen aus Ilmenau und Königsee sammelten und gegen die Schwarzburger in Arnstadt zogen. In Langewiesen befanden sich eine landesherrliche Domäne und ein Rittergut, das zuletzt in Besitz der Familie von Hopffgarten war. Die Bevölkerung lebte in der frühen Neuzeit von Ackerbau und Handwerk. Eine besondere Rolle spielte das Fuhrmannsgewerbe, das Handel bis in die großen Städte Norddeutschlands und Hollands betrieb. Auch der Bergbau auf Braunstein und Flussspat spielte eine Rolle. Ergänzt wurde das Wirtschaftsprofil durch Glasschleifereien und Holzwarenherstellung.
Im Dreißigjährigen Krieg kam es wiederholt zu Truppendurchzügen und Plünderungen, wobei die Kirche geplündert und beraubt wurde.
Ein großer Stadtbrand am 15. Mai 1675 vernichtete in Langewiesen etwa 350 Gebäude, darunter auch die Kirche. Schon am 23. Juli 1681 kam es erneut zu einem Großbrand, bei dem 75 Häuser ein Raub der Flammen wurden. Ein weiterer Brand am 21. Oktober 1742 zerstörte 46 Gebäude. Auch am 31. Juli 1771 und am 19. Juli 1772 kam es zu größeren Bränden, die 76 bzw. 47 Bauwerke zerstörten. Außerdem erschwerte eine Hungersnot im Jahr 1770 den Bürgern das Leben, 178 Langewiesener starben an deren Folgen.
Johann Sebastian Bach, der zu dieser Zeit Organist in Arnstadt war, besuchte Langewiesen im Jahr 1706, um die neue Orgel in der Liebfrauenkirche zu prüfen.

### 19. Jahrhundert

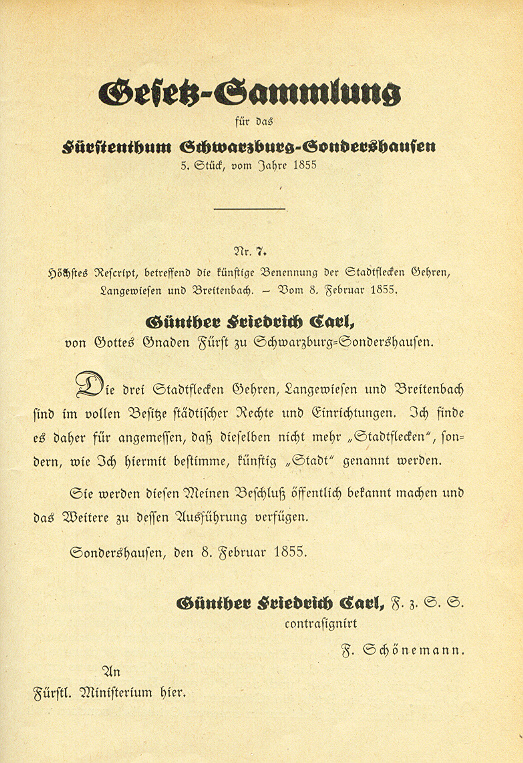
Stadtrechts-Urkunde aus dem Jahr 1855

Am 8. Februar 1855 wurde dem Stadtflecken Langewiesen gemeinsam mit Gehren und Großbreitenbach durch die Fürsten von Schwarzburg-Sondershausen das Stadtrecht verliehen, womit der rechtliche Stadtwerdungsprozess abgeschlossen war. Das 19. Jahrhundert war auch geprägt durch die tatsächliche Entwicklung von einem durch das Handwerk geprägten Flecken hin zu einer kleinen Industriestadt. Beispielsweise wurden 1864 ein Postamt eröffnet und 1865 die Freiwillige Feuerwehr gegründet. 1867 erhielt die Schule ein neues Gebäude.
Die nächste große Zäsur der Stadtgeschichte stellte die Eröffnung der Bahnstrecke Ilmenau–Großbreitenbach am 12. Dezember 1881 dar. Ursprünglich sollte diese Linie noch in Königsee mit der Bahnstrecke nach Saalfeld verbunden werden, wozu es jedoch nicht kam. Allerdings genügte auch die Linie nach Ilmenau, um der Stadt einen beträchtlichen wirtschaftlichen Aufschwung zu verschaffen. In den folgenden Jahren wurden zahlreiche Fabriken, vor allem auf den Gebieten der Glas-, Porzellan- und Holzindustrie wie etwa die Porzellanfabrik Schlegelmilch im Jahr 1892 gegründet. Die Einwohnerzahlen stiegen stetig an. Weitere städtische Institutionen entstanden, so wurde 1925 die Realschule als erste höhere Schule eröffnet. 1902 erfolgte die Anbindung an das Fernwasser- und 1924 an das Stromnetz.

### 20. Jahrhundert
Nachdem Langewiesen bereits seit 1871 Teil des neugegründeten Deutschen Reichs war, gehörte es nach wie vor dem Fürstentum Schwarzburg-Sondershausen (Oberherrschaft), einem der thüringischen Kleinstaaten, an. Die nahe Grenze trennte am Lauf der Schorte über Jahrhunderte die hennebergische, später sächsische Stadt Ilmenau und die schwarzburgische Stadt Langewiesen, die zum Amt Gehren gehörte. Erst nach der Abdankung der Monarchen in Deutschland 1918 wurden die Pläne zur Gründung eines Landes Thüringen vorangetrieben. 1920 schlossen sich sieben thüringische Staaten zu einem Freistaat zusammen. Als 1922 der Landkreis Arnstadt gegründet wurde, fiel die jahrhundertealte Grenze zwischen den benachbarten Städten Langewiesen und Ilmenau weg.
Am 12. Oktober 1931 brannte das Rathaus ab und wurde bis 1935 durch einen Neubau ersetzt. Der seit Juli 1925 amtierende sozialdemokratische Bürgermeister Hermann Worch, der sich energisch nationalsozialistischen Aktionen gegen die Republik widersetzte, wurde im Juli 1933 abgesetzt und emigrierte nach Prag. Die in Deutschland verbliebene Familie wurde von den Behörden inhaftiert. Der Politiker Hermann Brill schrieb 1945 im Plan für den Aufbau der Verwaltung in Thüringen, dass ihm Beamte aus Langewiesen berichteten, dass es in der ersten Zeit nach der Machtergreifung der Nationalsozialisten in Langewiesen zu Wahlfälschungen gekommen sei, da die Arbeiterschaft der Stadt nach wie vor linke Parteien gewählt habe.
Während des Zweiten Weltkrieges mussten 79 Ostarbeiter bei der Firma Franz Schwabe & Co. Zwangsarbeit verrichten. Zu Zerstörungen kam es im Zweiten Weltkrieg in Langewiesen jedoch nicht.
Die ersten Jahre der Nachkriegszeit waren von Versorgungsengpässen geprägt. Zudem mussten zahlreiche Vertriebene und Flüchtlinge untergebracht werden. Gleichzeitig begann die Abwanderung nach Westdeutschland, die erst durch den Bau der Berliner Mauer ab 1961 unterbunden wurde. 1952 kam es im Rahmen der Zentralisierungsbestrebungen in der neugegründeten DDR zu einer Verwaltungsreform. Das Land Thüringen und der Landkreis Arnstadt wurden aufgelöst; Langewiesen wurde nun dem Kreis Ilmenau im Bezirk Suhl zugeordnet.
Die DDR-Zeit war von wirtschaftlichen Veränderungen geprägt. Unternehmen wurden verstaatlicht und zu größeren Einheiten zusammengefasst. Es entstanden Großkombinate in den Städten, gleichzeitig wurden Altbetriebe auf dem Land stillgelegt. Investitionen in diese kleineren Betriebe unterblieben zudem häufig. Diesem Prozess folgte auch eine Abwanderung der Bevölkerung in die neuen Plattenbaugebiete der Städte. In Langewiesen führte dies zu einem stetigen Bevölkerungsrückgang während der DDR-Zeit.
Nach der Wiedervereinigung 1990 brach die alte Industrie komplett zusammen. Allerdings kam es in den 1990er-Jahren auch zu einem Aufschwung, in dem neue Unternehmen entstanden, die sich in den neuen Gewerbegebieten im Norden und Osten der Stadt niederließen. Gleichzeitig kam es zu einer kurzen Suburbanisierungswelle, die dazu führte, dass einige Ilmenauer in Langewiesen ein Eigenheim errichteten, wodurch die Einwohnerzahl anstieg. Während dieser Prozess um das Jahr 2000 endete, dauert das Wachstum der Wirtschaft an. So wurde 2008 mit der Anlage des Gewerbegebietes Ehrenberg Ost direkt an der Stadtgrenze neben dem Campus der TU Ilmenau begonnen. Allerdings genügten die Neuansiedlungen bisher nicht, um die strukturelle Arbeitslosigkeit, die nach der Wiedervereinigung entstand, voll auszugleichen.
1994 kam es zu einer erneuten Gebietsreform. Dabei wurde der Kreis Ilmenau mit dem Kreis Arnstadt zum neuen Ilm-Kreis vereinigt. Außerdem wurde das südwestlich gelegene Dorf Oehrenstock ein Ortsteil der Stadt Langewiesen.

### Auflösung und Eingliederung nach Ilmenau
Aufgrund der Gebietsreform in Thüringen wurde Verhandlungen seitens der Stadt Ilmenau über eine Eingliederung in ebendiese angestoßen. Diese wurde seitens des Stadtrates jedoch abgelehnt, und das Ziel des Zusammenschlusses mit Gehren und der Gemeinde Wolfsberg angestrebt. Nachdem jedoch beide sich für ein Beitritt zu Ilmenau ausgesprochen haben, wurde eine Volksabstimmung abgehalten, in welcher 73 Prozent der Stimmen für eine Eingliederung nach Ilmenau stimmten. Daraufhin beschloss der Stadtrat die Eingliederung nach Ilmenau, welche zum 6. Juli 2018 umgesetzt wurde.

### Einwohnerentwicklung
Lange Zeit blieb Langewiesen ein mittelgroßes Dorf mit etwa 1000 Einwohnern. Schon im 19. Jahrhundert wuchs die Bevölkerung, sodass sie bei der Anbindung ans Eisenbahnnetz 1881 bereits etwa 2000 Menschen betrug. Danach konnte sich die Industrie gut entwickeln und es setzte ein rasches Wachstum ein, sodass sich die Bevölkerung bis etwa 1920 nochmals auf 4000 Einwohner verdoppelte. Als nach dem Zweiten Weltkrieg Umsiedler nach Langewiesen kamen, wurde um 1950 ein Höchststand von etwa 6000 Personen erreicht. Während der DDR-Zeit sank die Bevölkerung bereits erheblich, da insbesondere im Thüringer Wald eine Landflucht einsetzte. Kurz vor der Wiedervereinigung lebten etwa 3600 Menschen in Langewiesen, danach setzte zunächst ein rascher Rückgang ein, bevor Mitte der 1990er-Jahre eine Suburbanisierungswelle leichte Bevölkerungszuwächse brachte. Zusätzlich vergrößerte sich die Einwohnerzahl durch die Eingemeindung Oehrenstocks im Jahr 1994. Im Jahr 2000 wurde mit rund 3800 Einwohnern ein Hochpunkt erreicht, seitdem geht die Bevölkerungszahl wieder leicht zurück.
Entwicklung der Einwohnerzahl:
| - 1533: 0800 - 1816: 1140 - 1833: 1349 - 1836: 1449 - 1840: 1504 - 1841: 1460 - 1843: 1499 - 1852: 1570 - 1871: 1682 - 1875: 1781 | - 1880: 2008 - 1885: 2161 - 1890: 2353 - 1895: 2792 - 1900: 3192 - 1905: 3500 - 1910: 3814 - 1925: 4188 - 1933: 4369 - 1939: 4405 | - 1955: 6000 - 1970: 4587 - 1977: 4290 - 1987: 3680 - 1994: 3658 a) b) - 1995: 3682 - 1996: 3675 - 1997: 3680 - 1998: 3745 - 1999: 3779 | - 2000: 3801 - 2001: 3758 - 2002: 3729 - 2003: 3762 - 2004: 3746 - 2005: 3689 - 2006: 3632 - 2007: 3614 - 2008: 3630 - 2009: 3547 | - 2010: 3555 - 2011: 3499 - 2012: 3460 - 2013: 3439 - 2014: 3472 - 2015: 3501 - 2016: 3544 - 2017: 3535 - 2020: 3040 c) |

Anmerkungen:
a)  Datenquelle von 1994 bis 2017: Thüringer Landesamt für Statistik, Werte jeweils vom 31. Dezember
b)  Werte von 1994 bis 2017 inklusive des Ortsteils Oehrenstock
c)  Werte ab 2020 ohne den Ortsteil Oehrenstock, Werte jeweils vom 31. Dezember

## Politik

### Ortsteilrat
Der Ortsteilrat für Langewiesen wurde erstmals zu den Kommunalwahlen in Thüringen am 26. Mai 2019 gewählt. Zuvor hatten seit der Eingemeindung nach Ilmenau die ehemaligen Mitglieder des Stadtrates von Langewiesen als Ortsteilräte fungiert.
Dem Ortsteilrat gehören im Normalfall 10 Mitglieder sowie die Ortsteilbürgermeisterin an. Nach der letzten Kommunalwahl am 26. Mai 2024 reduzierte sich die Anzahl der Mitglieder des Ortsteilrates aufgrund fehlender Bewerber auf acht.

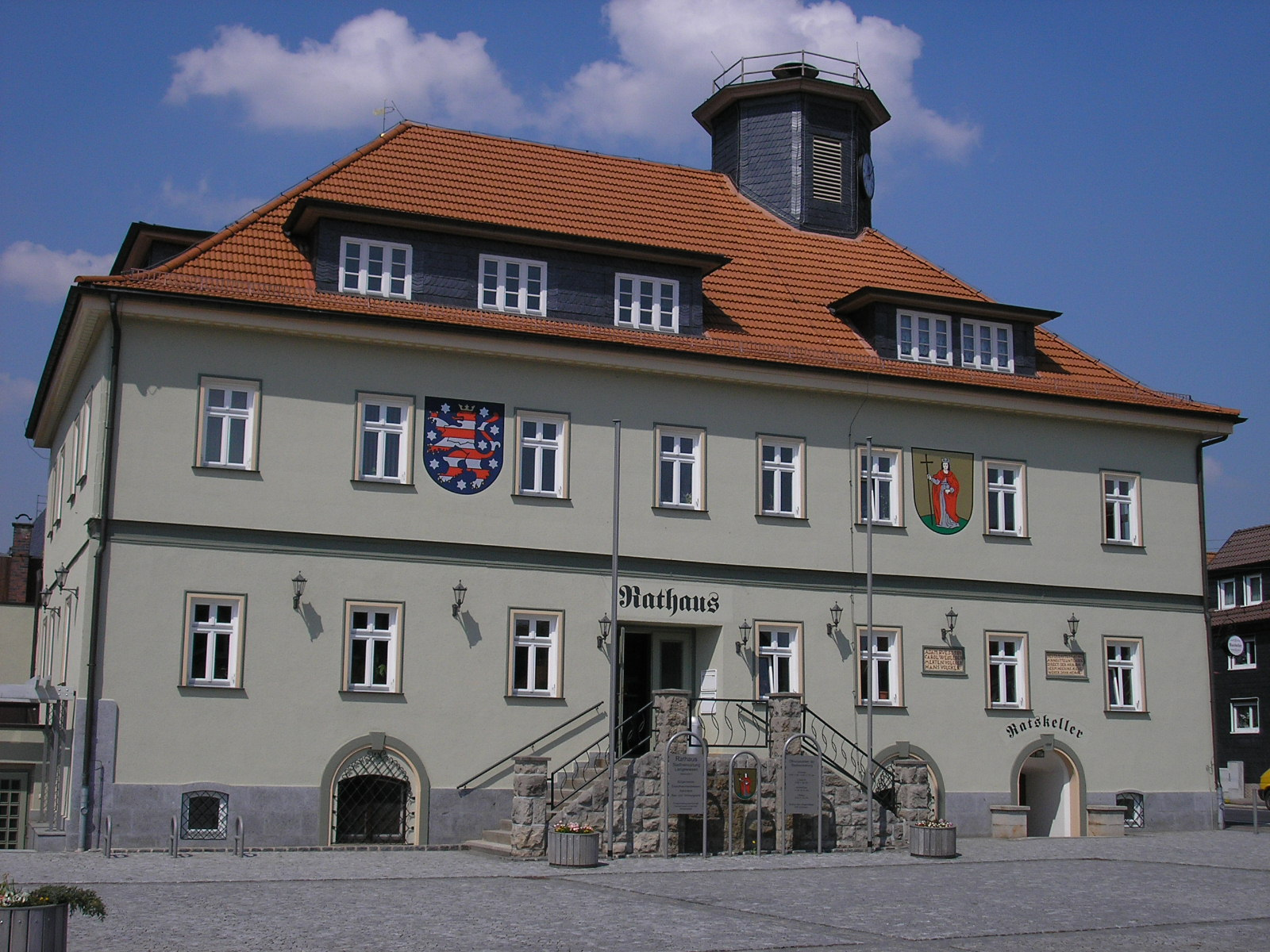
Rathaus der Stadt Langewiesen

### Wahlen
Die folgende Tabelle stellt die Wahlergebnisse der letzten Wahlen in Langewiesen dar. Enthalten sind in der Tabelle alle Parteien, die einmal über 5 % der Stimmen erhalten haben. Bei Landtags- und Bundestagswahlen handelt es sich jeweils um den Zweitstimmenanteil.
| Wahlbe- teiligung | 59,9 % | 53,5 % | 48,8 % | 70,4 % | 68,0 % | 56,9 % | 58,5 % | 53,4 % | 48,8 % |
| CDU               | 53,2 % | 44,3 % | 27,8 % | 30,3 % | 26,6 % | 32,3 % | 41,9 % | 37,7 % | 28,6 % |
| SPD               | 17,7 % | 14,0 % | 22,5 % | 39,8 % | 29,1 % | 19,4 % | 28,2 % | 16,6 % | 19,6 % |
| Linke             | 22,2 % | 29,6 % | 29,1 % | 18,1 % | 26,5 % | 27,0 % | 22,2 % | 26,7 % | 24,1 % |
| FDP               | 0,9 %  | 2,3 %  | 5,4 %  | 5,1 %  | 6,8 %  | 9,4 %  | 0,6 %  | 4,0 %  | 7,1 %  |
| Grüne             | 0,9 %  | 3,6 %  | 5,6 %  | 3,7 %  | 4,7 %  | 5,3 %  | 1,2 %  | 4,5 %  | 4,4 %  |

Zwischen 2,5 und 5 Prozent erreichten: DVU (3,2 % – Landtag 1999), Freie Wähler (4,5 % – Landtag 2009), NPD (3,6 % – Landtag 2009; 4,4 % – Bundestag 2005; 2,5 % – Bundestag 2009), Piraten (3,3 % – Bundestag 2009), Familienpartei (3,9 % – Europa 2009)

### Bürgermeister / Ortsteilbürgermeister
Langjähriger hauptamtlicher Bürgermeister war von 1990 bis 2018 Horst Brandt (SPD). Nach seinem Ausscheiden aus dem Amt zum 30. Juni 2018 wurde Wolfram Lortsch zunächst amtierender Bürgermeister und ab der Eingemeindung nach Ilmenau zum 6. Juli 2018 amtierender Ortsteilbürgermeister für die Ortsteile Langewiesen und Oehrenstock. In dieses Amt wurde er für eine verkürzte Amtszeit am 21. Oktober 2018 offiziell gewählt.
Am 26. Mai 2019 wurde während der Kommunalwahl in Thüringen auch ein neuer Ortsteilbürgermeister für Langewiesen bestimmt. Dieser ist nun nicht mehr gleichzeitig für Oehrenstock mit zuständig. Gewählt wurde die einzige Bewerberin Ines Wagner (SPD). Wagner setzte sich auch bei der Kommunalwahl 2024 gegen einen weiteren Mitbewerber durch.

### Wappen
Das Wappen wurde am 30. September 1993 genehmigt.
Blasonierung: „In Gold die heilige Margarethe mit silbernem Kleid, rotem Gewand und goldener Krone auf einem grünen Hügel stehend, in der Rechten einen schwarzen Kreuzstab haltend.“
Ein erstes SIGIL. LANGEN. WESEN aus dem 15. Jahrhundert zeigt eine gekrönte weibliche Figur mit Kreuzstab, die als heilige Margarethe zu deuten ist, welche vermutlich die Schutzpatronin der älteren Kirche in Langewiesen war. Spätere Siegelstecher machten daraus eine männliche Figur, in der man den heiligen Kilian, den Schutzpatron eines Klosters, das in der heutigen Mönchstraße stand, erkennen will. Nach der Wiedervereinigung wurde wieder auf das alte (in veränderter Tinktur ausgeführte) Wappenbild zurückgegriffen.
Das Wappen wurde vom Heraldiker Frank Diemar gestaltet.

### Partnerschaften
Langewiesen unterhält Partnerschaften zur hessischen Gemeinde Schöffengrund bei Wetzlar (seit 1992), zum westfranzösischen Chauray, einem Vorort etwa acht Kilometer nordöstlich von Niort im Département Deux-Sèvres und zur kanadischen Stadt Cap-Rouge, etwa zwölf Kilometer südwestlich von Québec am Sankt-Lorenz-Strom.

## Kultur und Sehenswürdigkeiten

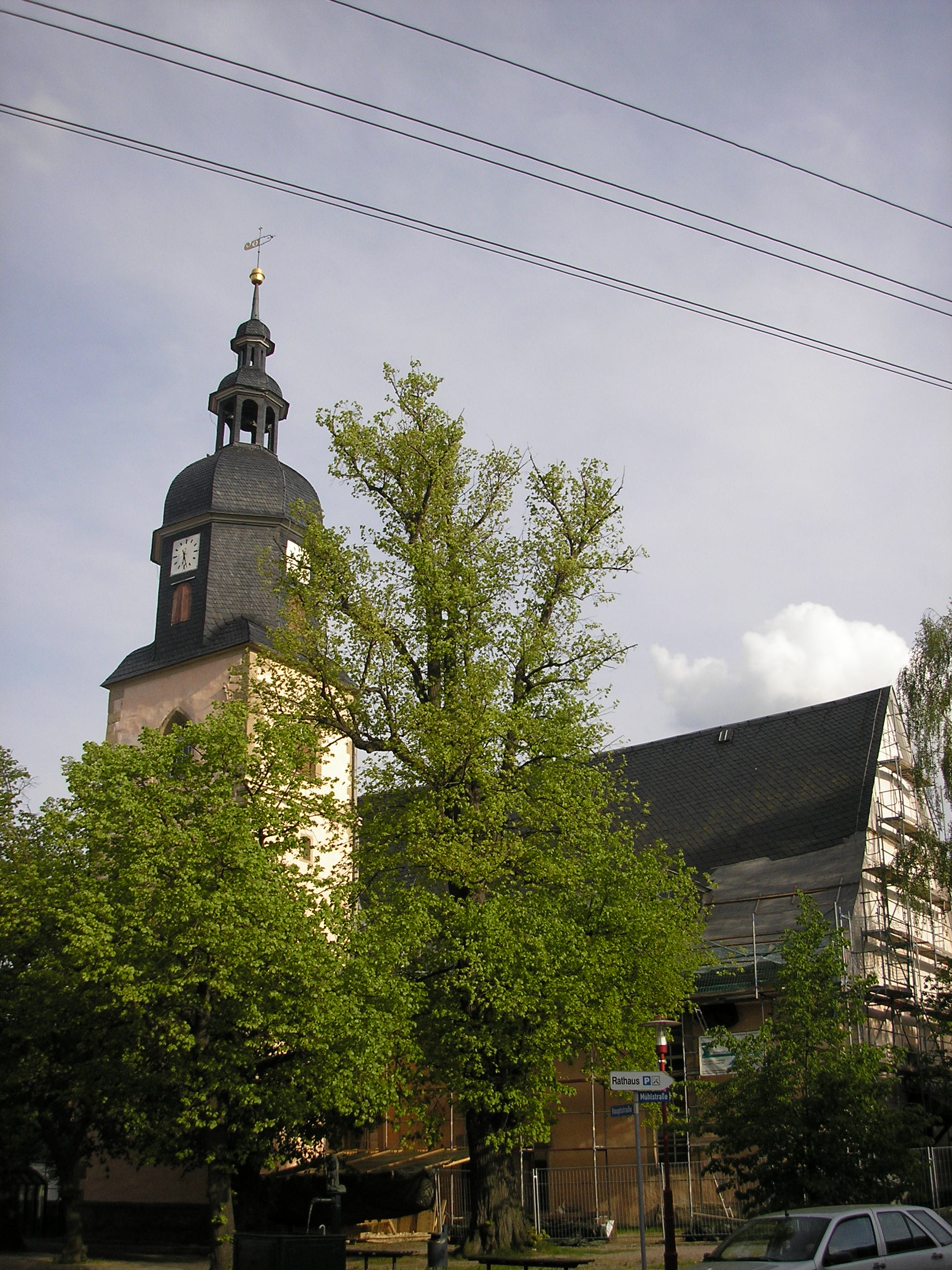
Stadtkirche

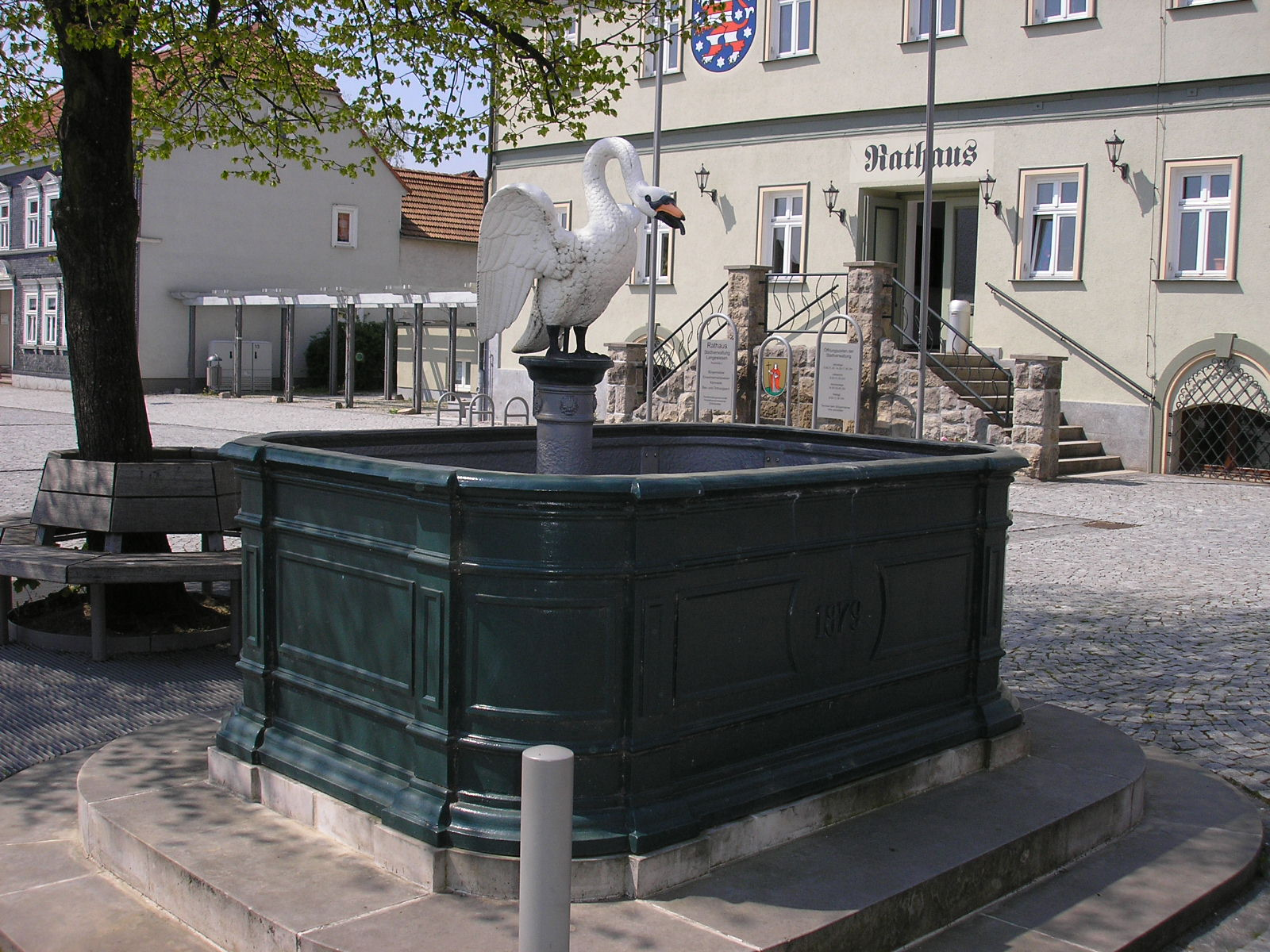
Schwanenbrunnen auf dem Markt

Der Ortskern von Langewiesen ist von alten Wohngebäuden geprägt. Die Hauptstraße ist verglichen mit anderen Orten im Thüringer Wald recht breit, an ihr befinden sich auch der Marktplatz, die Stadtkirche und das Rathaus.

### Bauwerke
Die Kirche ist das bedeutendste Baudenkmal Langewiesens. Sie befindet sich westlich des Marktplatzes, ist der heiligen Maria geweiht und der vierte Kirchenbau an dieser Stelle. Es handelt sich um eine Saalkirche, die zwischen 1675 und 1680 auf den Resten eines gotischen Vorgängerbaus errichtet wurde. Der Kirchturm wurde erst 1715 fertiggestellt. Die erste Kirche wurde 1408 bei einem Brand zerstört. Die zweite Kirche wurde 1610 durch einen Neubau ersetzt, der wiederum beim Stadtbrand am 16. Mai 1675 zerstört wurde. Im Innenraum sind zwei Emporen eingezogen. Die Orgel stammt aus der Werkstatt von Schulze aus Paulinzella und umfasst 18 Register auf 2 Manualen und Pedal. Das Geläut umfasst vier Glocken, eine Bronzeglocke von 1731 sowie drei Stahlglocken von 1919. Die Linden vor der Kirche wurden 1688 zum Brandschutz gepflanzt.
Neben der Stadtkirche gehören auch die Friedhofskirche sowie die Kirche in Oehrenstock zum evangelischen Kirchspiel Langewiesen. Bis 1618 war die Langewiesener Kirche eine Filialkirche von Gehren. Bis zur Einführung der Reformation unterstand sie der Sedes Alkersleben im Archidiakonat Erfurt des Bistums Mainz.
Die Friedhofskirche ist dem Heiligen Petrus geweiht und wurde 1606 im Stil der Renaissance errichtet. Ihr Vorgängerbau war eine Wallfahrtskirche des Klosters Paulinzella.
Das Langewiesener Rathaus wurde 1935 in Formen des Neoklassizismus mit stilistischen Einflüssen der klassischen Moderne (Dachgiebel) errichtet.
Im Geburtshaus des Schriftstellers Wilhelm Heinse südlich des Marktplatzes ist ein Museum eingerichtet, das sich mit seinem Leben und mit der Stadtgeschichte befasst. Dort befinden sich auch die Stadtbibliothek, die etwa 10.000 Bände umfasst, sowie eine Gutenbergpresse. An Heinse erinnert auch ein Denkmal im Heinsepark an der Ilm.
Im Schortetal, etwa drei Kilometer südwestlich der Stadt befindet sich das Schaubergwerk Volle Rose in einem ehemaligen Spatbergwerk.
Seit 1958 erinnert am Eingang zum Knieberg ein Gedenkstein an vier unbekannte KZ-Häftlinge, die im Frühjahr 1945 von SS-Männern ermordet wurden.

### Märkte und Feste
Regionale Bekanntheit haben die Märkte in Langewiesen erlangt. Der Ostermarkt findet jährlich am Wochenende vor Ostern statt. Dabei werden die Brunnen und das Stadtzentrum österlich geschmückt. Zum Erntedankfest findet ein Markt statt, auf dem vor allem regionale Lebensmittel verkauft werden. Der Weihnachtsmarkt findet am zweiten Advent statt und bietet vor allem Kunsthandwerk an.
Am Backhaus am Gottessegen trifft man sich jährlich am letzten Sonntag im Juni zum Backhausfest. Das Sommerfest „Langewiesen feiert“, zu dem sich Vereine aus Langewiesen präsentieren, wird jährlich am vorletzten Wochenende der Sommerferien auf der Sportanlage In den Folgen ausgerichtet.

## Wirtschaft und Infrastruktur

### Wirtschaft

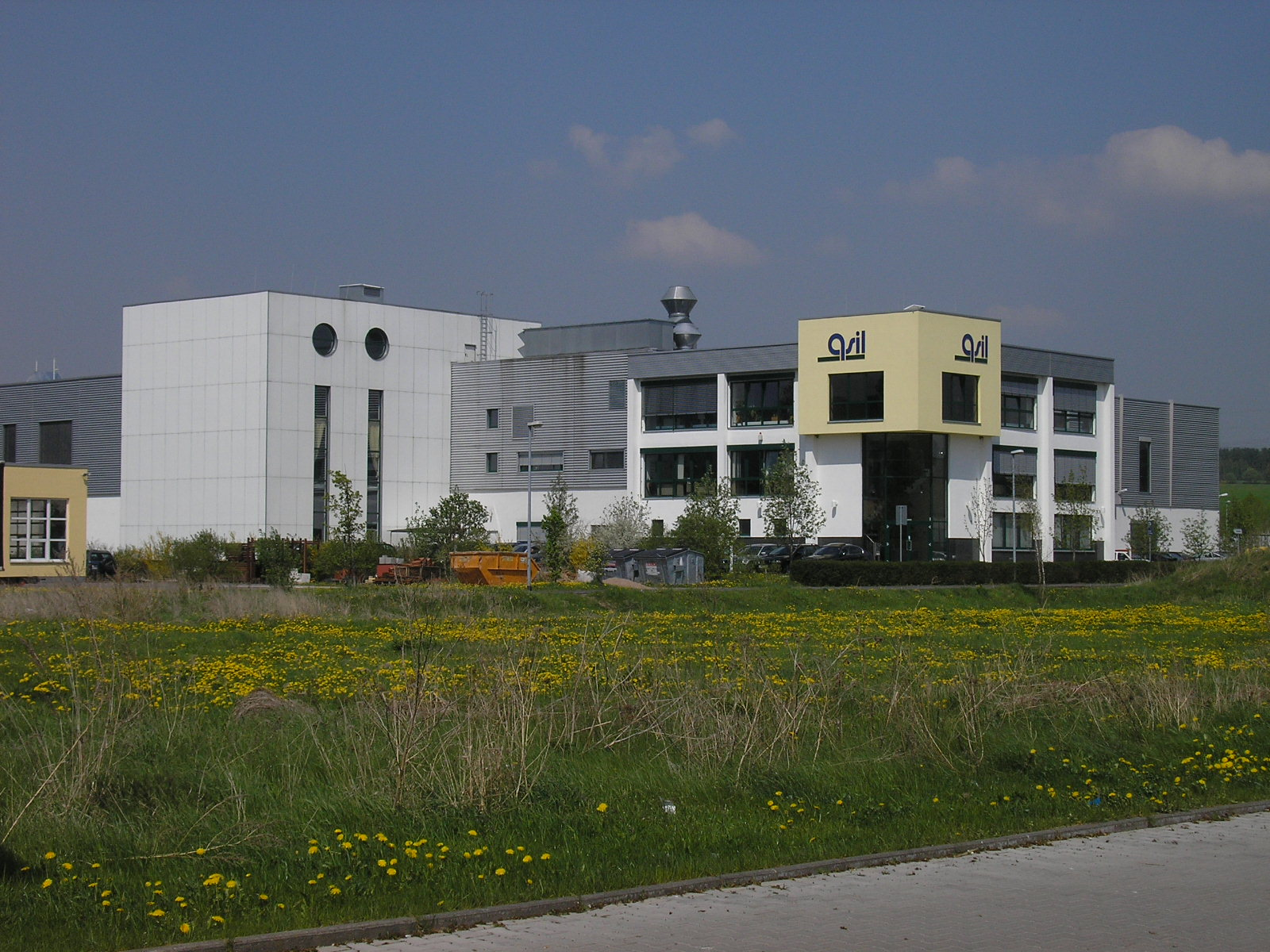
In den letzten Jahren entwickelte sich die Wirtschaft positiv

Langewiesen war über die Jahrhunderte hinweg ein Agrar- und Handwerkerdorf mit etwa 1000 Einwohnern. Im 19. Jahrhundert setzte die Industrialisierung ein, die dafür sorgte, dass aus dem Dorf eine Stadt erwuchs. Nach dem Bau der Bahnstrecke Ilmenau–Großbreitenbach 1881 setzte ein Wirtschaftsaufschwung ein. Die für die Region typischen Porzellan- (z. B. Porzellanfabrik Schlegelmilch), Glas- und Holzverarbeitungsfabriken entstanden und Langewiesen entwickelte sich in den folgenden 60 Jahren zu einem industriell geprägten Ort mit zeitweise über 5000 Einwohnern. Während dieser Zeit verlegte 1927 die Thermos AG ihre Produktionsstätte von Berlin nach Langewiesen. So wurden hier bis 1994 die originalen Thermosflaschen produziert. Zu DDR-Zeiten stagnierte die Wirtschaft und nach der Wiedervereinigung brachen die alten Industrien weg. In den 1990er-Jahren wurden im Norden und Osten der Stadt großzügige Gewerbeflächen (In den Folgen I, II und III) erschlossen, die seitdem vor allem von kleinen und mittelständischen Unternehmen genutzt werden. Weitere Gewerbegebiete befinden sich im alten Industriegebiet am Oberweg sowie am Ehrenberg an der Ilmenauer Stadtgrenze unmittelbar neben der Technischen Universität. Die beiden derzeit größten Unternehmen sind die QSIL GmbH Quarzschmelze Ilmenau mit 130 Mitarbeitern und die I. Raesch Novo-Quarz GmbH mit etwa 65 Mitarbeitern, die beide auf dem Gebiet der Glasverarbeitung tätig sind. In der Landesraumplanung bildet Langewiesen gemeinsam mit Ilmenau einen Raum mit Verdichtungstendenzen.
Insgesamt gab es in Langewiesen im Jahr 2008 sieben Industriebetriebe mit mehr als 20 Mitarbeitern, die zusammen 432 Personen beschäftigten. Im Jahr 2000 waren es nur sechs mit zusammen 290 Mitarbeitern. Der Umsatz betrug 2008 insgesamt 51,26 Mio. Euro, 2000 waren es 40,85 Mio. Euro. Die Steuereinnahmen lagen 2007 bei 1.878.420 Euro bzw. 520 Euro pro Kopf. Davon entfielen 1.133.010 Mio. auf die Gewerbesteuer. Im Jahr 2000 lagen die Steuereinnahmen noch bei 688.700 Euro (182 Euro pro Kopf), wovon nur 158.853 Euro aus der Gewerbesteuer kamen. Im kommunalen Finanzausgleich erhielt Langewiesen 2003 noch 1.208.695 Euro, 2009 waren es nur noch 659.550 Euro. Die Gesamteinnahmen der Stadt lagen 2008 bei 4.272.164 Euro, die Ausgaben bei 4.767.383 Euro. Im Jahr 2000 waren es noch 4.773.996 Euro an Einnahmen und 5.566.030 Euro an Ausgaben. Die Verschuldung Langewiesens lag 2008 bei 3,77 Mio. Euro bzw. 1038 Euro pro Kopf. Im Jahr 2004 waren es 4,63 Mio. Euro bzw. 1237 Euro pro Kopf.

### Verkehr

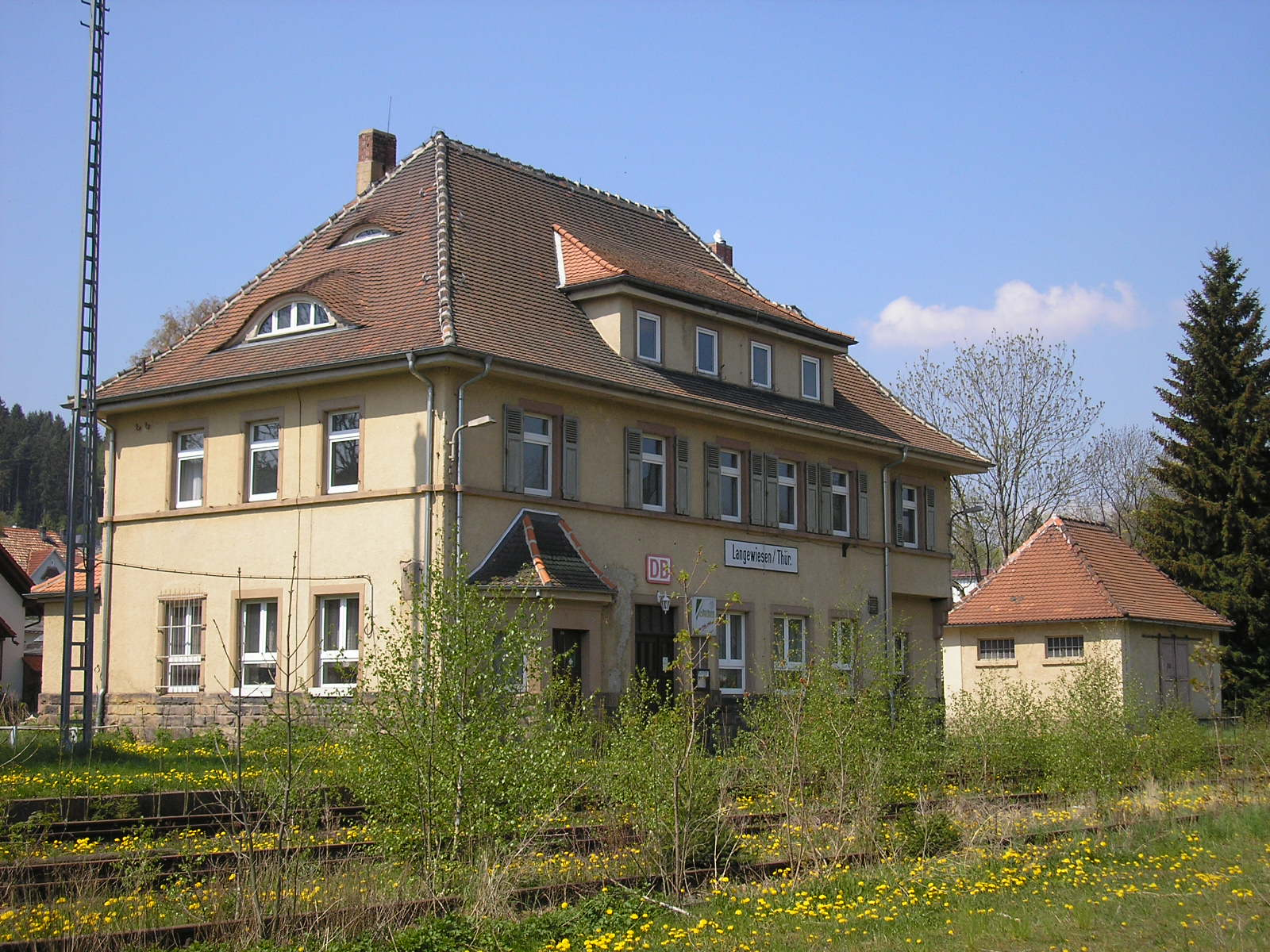
Der Langewiesener Bahnhof (seit 1998 stillgelegt)

Langewiesen liegt an der B 88, die Ilmenau über Gehren und Königsee mit Rudolstadt und Saalfeld verbindet. Eine Ortsumgehung der B 88, die nördlich um Langewiesen herum zur Bundesautobahn 71 führt, wurde 2012 eröffnet. Weitere Straßen führen nach Wümbach und in den Ortsteil Oehrenstock.
Zwischen 1881 und 1998 hatte Langewiesen einen Bahnanschluss an der Bahnstrecke Ilmenau–Großbreitenbach. Seit Dezember 2017 ist die Schnellfahrstrecke Nürnberg–Erfurt in Betrieb. Diese verläuft einen Kilometer östlich von Langewiesen auf der Ilmtalbrücke über das Ilmtal, bevor sich der Tunnel Tragberg in der südöstlichen Langewiesener Ortsflur anschließt. Die Ilmtalbrücke ist mit einer Länge von 1681 Metern die längste Brücke Thüringens. Auf der Schnellfahrstrecke befindet sich in der Nähe von Langewiesen der Bahnhof Ilmenau-Wolfsberg, welcher derzeit nur als Betriebsbahnhof dient.
Durch Langewiesen führen der Ilmtal-Radweg, der Ilm-Rennsteig-Radweg und die Waldrandroute.

## Persönlichkeiten

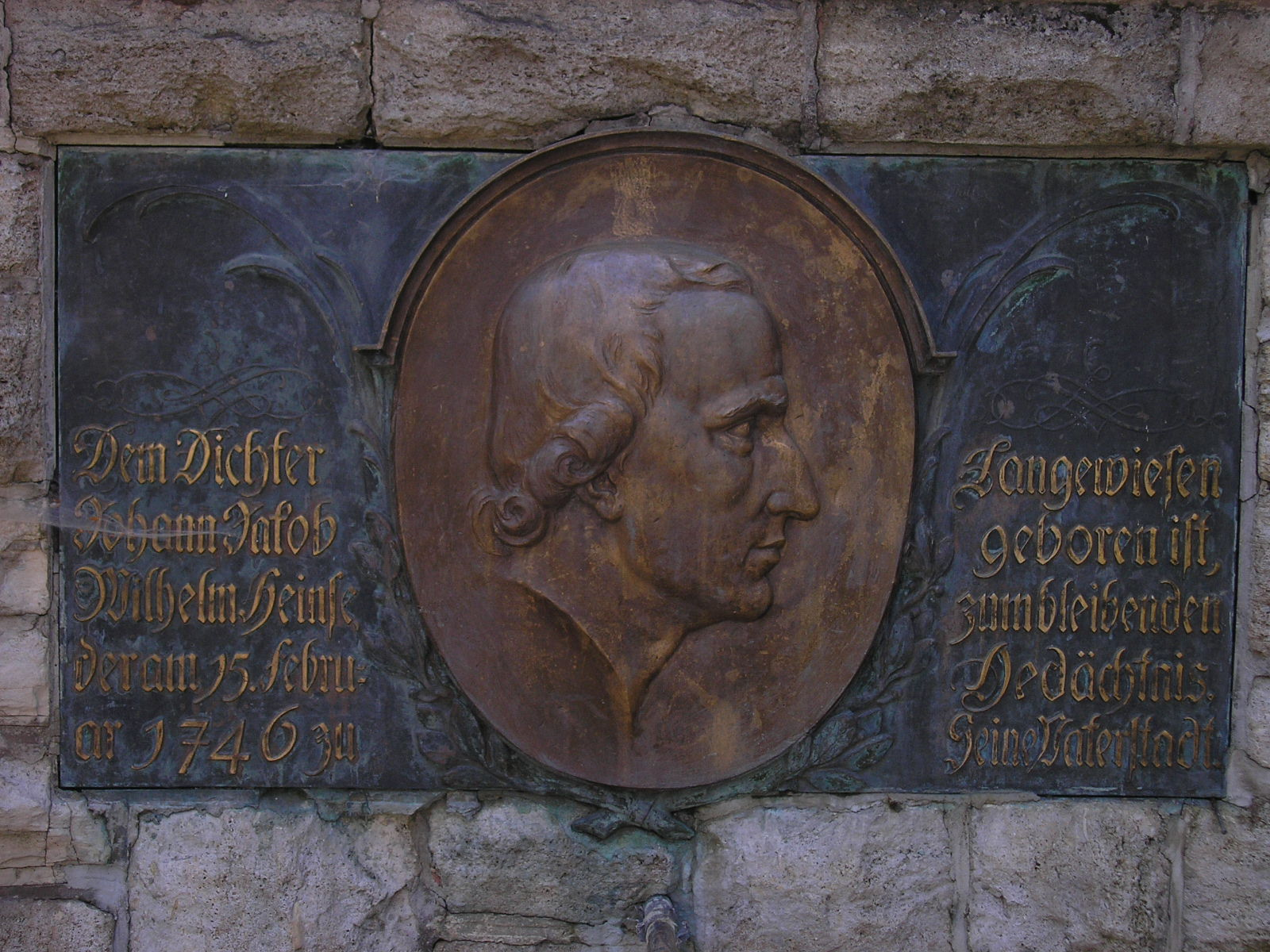
Gedenktafel am Heinsedenkmal

### Personen, die in Langewiesen geboren wurden
- Johannes Musaeus (1613–1681), evangelischer Theologe
- Peter Musaeus (1620–1674), evangelischer Theologe
- Johann Christian Zimmermann (1702–1783), Pfarrer, Probst und evangelischer Kirchenlieddichter
- Wilhelm Heinse (1746–1803), Schriftsteller
- Wilhelm Höpflinger (1853–1928), Erfinder und Konstrukteur, beschäftigte sich vor allem mit Kugellagern
- Richard Wiesel (1864–1943), Arzt, Inhaber des Sanatorium Dr. Wiesel in Ilmenau
- Emil Erk (1871–1941), Zeichner bei der Satirezeitung Der wahre Jacob
- Rolf Wagenführ (1905–1975), Erster Generaldirektor des Statistischen Amtes der Europäischen Gemeinschaften
- Erich Krauß (1907–1998), Lehrer, Gründer des Heinse-Freundeskreises[21]
- Otto König (1929–1990), Chemiker, Kombinats-Generaldirektor
- Heide Göttner-Abendroth (* 1941), Philosophin und Matriarchatsforscherin
- Wolfgang Meyer (* 6. Mai 1946), Geschäftsführer der Schott Jenaer Glas GmbH, wirkte an der Rettung des Standorts Jena mit und wurde hierfür 2005 mit der Ehrenbürgerwürde der Stadt Jena ausgezeichnet
- Rainer Schmidt (* 1948), Skispringer, Sieger der Vierschanzentournee 1972/73
- Lutz Stoklasa (* 1949), Schwimmer und Olympiateilnehmer
- Hans Rinn (* 1953), Rennrodler

### Weitere Personen
- Adrian Langbein (1796–1885), Jurist und Politiker, Abgeordneter des Schwarzburg-Sondershäuser Landtags, Bürgermeister von Lengewiesen (1823–1863)
- Oscar Schlegelmilch (1862–1938), Unternehmer und Designer, gründete 1892 die Porzellanfabrik Schlegelmilch und leitete diese bis 1914

### Ehrenbürger
Die Stadt Langewiesen hat bisher drei Personen die Ehrenbürgerwürde verliehen:
- 1928, 2. November: Friedrich Eck, anlässlich der 25-jährigen Zugehörigkeit zum Stadtrat
- 1976, 29. Mai: Hans Rinn, zur Würdigung seiner sportlichen Erfolge
- 1993, 11. Juni: Erich Krauß, zur Würdigung seiner heimatgeschichtlichen Forschungen